# Ratpenat de ferradura del Cap
El ratpenat de ferradura del Cap (Rhinolophus capensis) és una espècie de ratpenat de la família dels rinolòfids. Viu a Sud-àfrica. El seu hàbitat natural són a les zones costaneres. Descansen en coves costaneres i marítimes adequades, i s'han registrat en lofts foscos i mines en desús. No hi ha cap amenaça significativa per a la supervivència d'aquesta espècie, tot i que està afectada per pertorbació humana de les zones de descans.